# Sankt Silvester
Sankt Silvester (franska: Saint-Silvestre) är en ort och kommun i distriktet Sense i kantonen Fribourg i Schweiz. Kommunen har 1 014 invånare (2023).